# Зеркально-линзовые оптические системы
Зеркально-линзовые оптические системы— разновидность оптических систем, содержащих как отражающие, так и преломляющие элементы. Такие системы также называются катадиоптрическими, и отличаются от катоптрических, состоящих только из сферических зеркал, наличием линз, корректирующих остаточные аберрации. Зеркально-линзовые системы нашли применение в прожекторах, фарах, ранних маяках, микроскопах и телескопах, а также в телеобъективах и сверхсветосильных объективах.
Основное развитие катадиоптрические системы получили в телескопах, поскольку позволяют использовать сферическую поверхность зеркал, значительно более технологичную, чем другие кривые поверхности. Кроме того, зеркальная оптика лишена хроматической аберрации. Это даёт возможность создавать сравнительно дешёвые телескопы больших диаметров. Коррекционные линзы сравнительно небольшого диаметра могут использоваться в телескопах-рефлекторах для увеличения полезного поля зрения, но к зеркально-линзовым телескопам их не относят. Зеркально-линзовыми принято называть такие телескопы, в которых линзовые элементы сравнимы по размеру с главным зеркалом и предназначены для коррекции изображения (оно строится главным зеркалом).

## Системы катадиоптрических телескопов
Согласно законам оптики, шероховатость поверхности зеркала должна быть не хуже λ/8, где λ — длина волны (видимый свет — 550 нм), а отклонение формы поверхности от расчётной должно лежать в пределах от 0,02 мкм до 1 мкм. Таким образом, основная сложность изготовления зеркала состоит в необходимости очень точно соблюдать кривизну поверхности. Изготовить сферическое зеркало технологически гораздо проще, чем параболическое и гиперболическое, которые используются в телескопах-рефлекторах. Но сферическое зеркало само по себе обладает очень большими сферическими аберрациями и непригодно для использования. Описанные ниже системы телескопов — это попытки исправить аберрации сферического зеркала добавлением в оптическую систему стеклянной линзы особой кривизны (корректора).

### Ранние системы
К первым типам катадиоптрических телескопов можно отнести системы, состоящие из однолинзового объектива и зеркала Манжена. Первый телескоп такого типа был запатентован Гамильтоном (англ. W. F. Hamilton) в 1814 году. В конце XIX века немецкий оптик Людвиг Шупманн (нем. Ludwig Schupmann) расположил сферическое зеркало за фокусом линзового объектива и добавил в систему третий элемент — линзовый корректор. Данные телескопы, однако, не получили распространения, будучи оттеснены ахроматическими рефракторами и рефлекторами. В конце XX века некоторые оптики снова проявили интерес к таким схемам: так, в 1999 году британский любитель астрономии и телескопостроения Джон Уолл (англ. John Wall) запатентовал оптическую схему телескопа Zerochromat.

## Система Шмидта

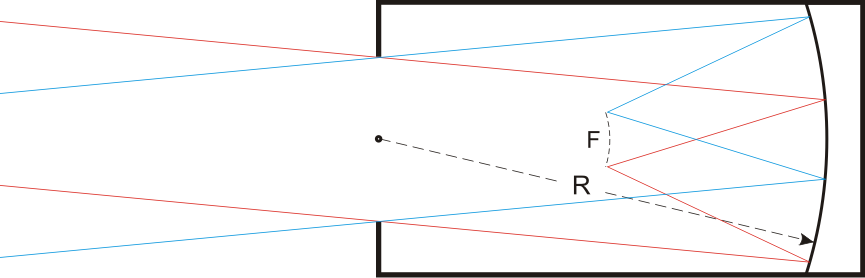
Принцип действия системы, позже Шмидт установил на место ограничивающей диафрагмы корректор сферической аберрации

Оптическая схема телескопа Шмидта — Кассегрена

В 1930 году эстонско-германский оптик, сотрудник Гамбургской обсерватории Бернхард Шмидт установил в центре кривизны сферического зеркала диафрагму, сразу устранив и кому, и астигматизм. Для устранения сферической аберрации он разместил в диафрагме линзу специальной формы, которая представляет собой поверхность 4-го порядка. В результате получилась фотографическая камера с единственной аберрацией — кривизной поля и удивительными качествами: чем больше светосила камеры, тем лучше изображения, которые она даёт, и больше поле зрения.

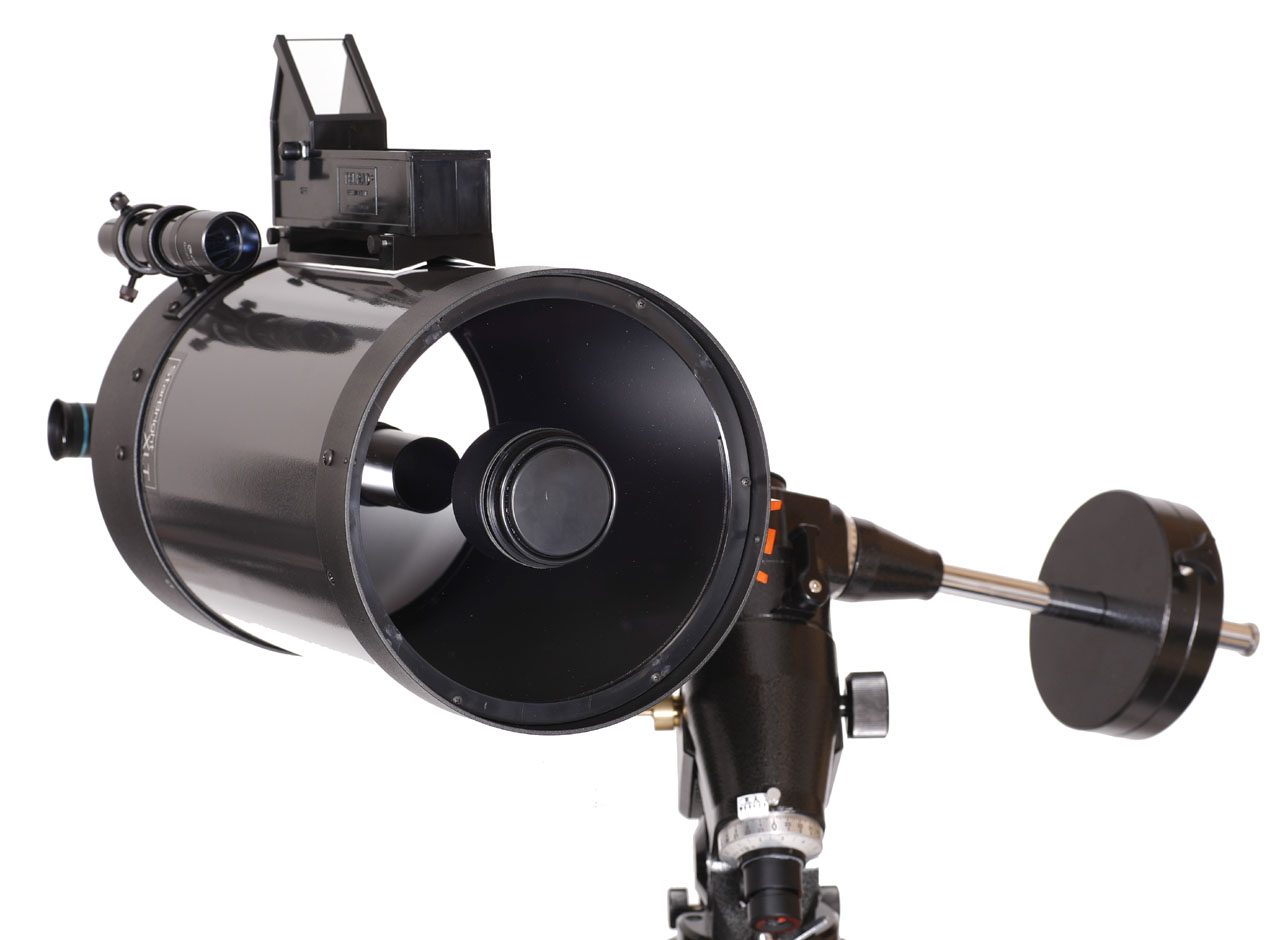
Телескоп Шмидта — Кассегрена

В 1946 году Джеймс Бэкер установил в камере Шмидта выпуклое вторичное зеркало и получил плоское поле. Несколько позже эта система была видоизменена и стала одной из самых совершенных систем: Шмидта — Кассегрена, которая на поле диаметром 2 градуса даёт дифракционное качество изображения.
Телескоп Шмидта очень активно используется в астрометрии для создания обзоров неба.
Основное его преимущество — очень большое поле зрения, до 6°. Фокальная поверхность является сферой, поэтому астрометристы обычно не исправляют кривизну поля, а вместо этого используют выгнутые фотопластинки.

## Зеркально-линзовые телеобъективы

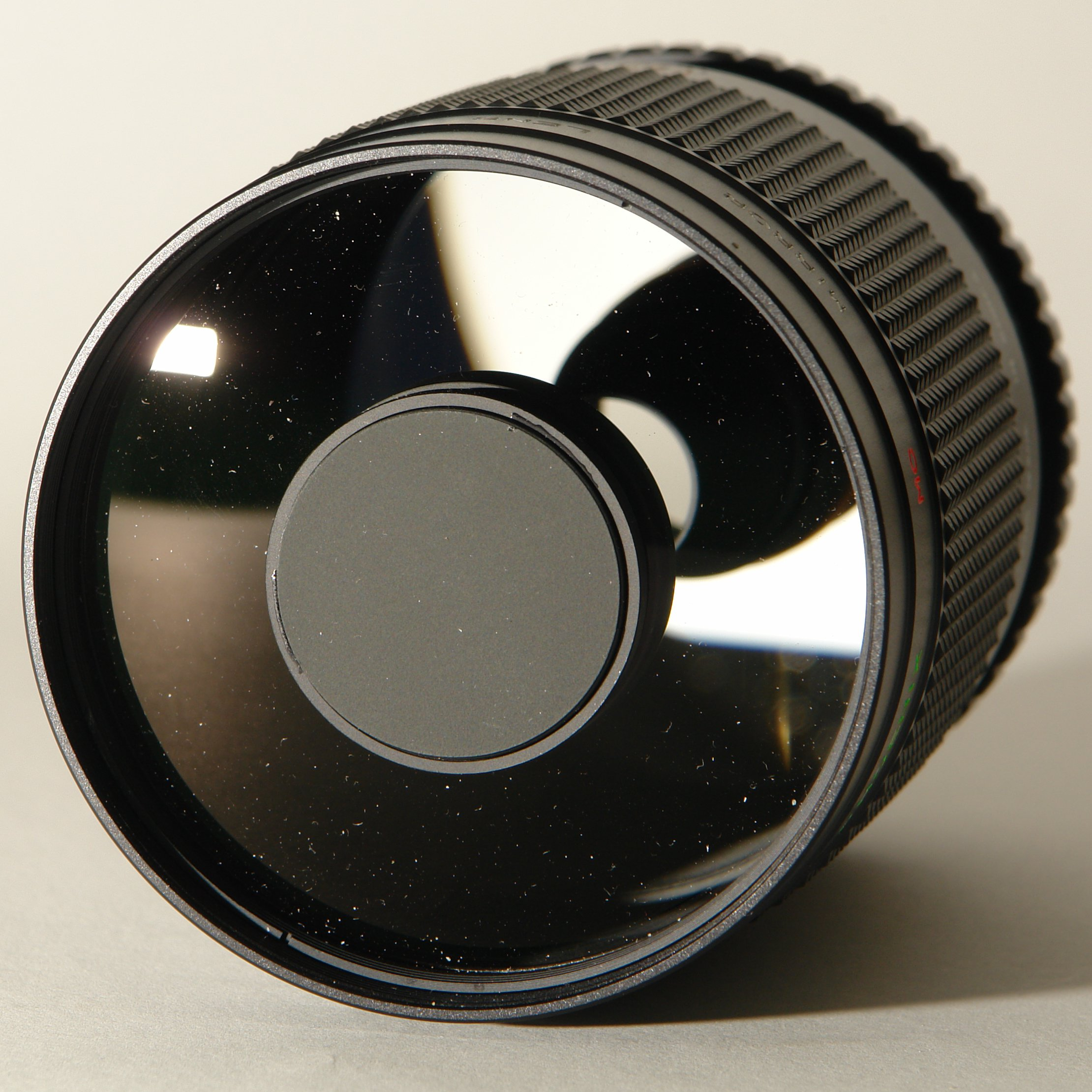
Зеркально-линзовый телеобъектив «Phoenix» 500 mm f/8

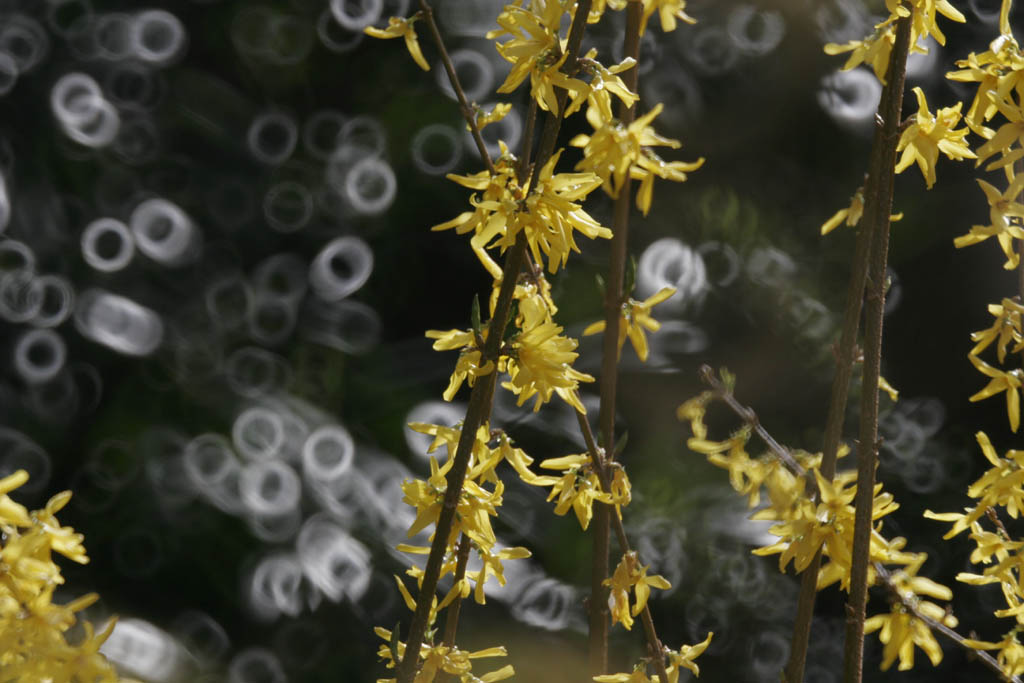
Изображение бликов на воде, даваемое зеркально-линзовым телеобъективом в расфокусе

Сферические зеркала нашли применение также при проектировании фотографических и киносъёмочных телеобъективов.
Благодаря зеркально-линзовой конструкции существенно уменьшается длина оправы, поэтому объективы с фокусным расстоянием 1000 мм и более значительно компактнее и легче обычных длиннофокусных объективов. В отдельных случаях уменьшение количества линз позволяет снизить хроматические аберрации.
Зеркальные и зеркально-линзовые объективы, как правило, не оснащаются регулируемой диафрагмой, и их фиксированное относительное отверстие лежит в диапазоне от f/5,6 до f/11. Поэтому снимать ими можно только при хорошем освещении или на фотоматериалы с высокой светочувствительностью. Некоторые специальные зеркально-линзовые объективы могут иметь и очень высокую светосилу (например, объектив ЧВ, предназначенный для сверхскоростной киносъёмки, имел светосилу 0,5 ).
Характерной особенностью изображений, создаваемых зеркально-линзовым объективом, является форма кружка рассеяния от ярких источников света, отображаемых не в фокусе. Такие источники изображаются в виде колец, соответствующих форме входного зрачка объектива. В некоторых случаях такой вид размытия создаёт своеобразный выразительный оптический рисунок.
Частотно-контрастная характеристика зеркально-линзовых объективов достаточно низка. Такой тип объективов приобрёл некоторую популярность в начале 1970-х годов из-за относительной компактности и дешевизны. Однако, низкая светосила и мягкий оптический рисунок заставили уступить место телеобъективам двухкомпонентных линзовых конструкций.
В советских фотокинообъективах использовалась главным образом система Максутова. Примером могут послужить объективы серии «МТО» и «ЗМ».

## Преимущества и недостатки
Катадиоптрические системы — это синтез зеркальных и линзовых систем. Они имеют много преимуществ, но также получили в наследство и некоторые недостатки.
Преимущества
- Главным преимуществом является простота изготовления сферического зеркала. Корректор избавляет систему от сферической аберрации, «трансформируя» её в аберрацию кривизны поля.
- В качестве вторичного зеркала часто (хотя и не всегда) используется алюминированная центральная часть обратной стороны корректора. Вторичное зеркало — алюминированная часть корректора или отдельное — жёстко зафиксировано в оправе, в то время, как почти во всех рефлекторах вторичное зеркало держится на трёх-четырёх растяжках, что может приводить к разъюстировке и портит дифракционную картину. Катадиоптрическая система во многом свободна от этих недостатков.
- Труба телескопа закрыта, что предотвращает загрязнение внутренних оптических элементов и снижает образование воздушных потоков внутри телескопа.
- Трубы телескопов этого типа наиболее компактны по сравнению с другими типами телескопов (при равном диаметре и фокусном расстоянии).

Недостатки
- Сложность изготовления корректора больших размеров. Диаметр самых больших инструментов не превышает 2 метров.
- Большой фокус.
- Система содержит оптические элементы из стекла, поэтому на окраине поля зрения проявляется хроматическая аберрация и кома. Стекло корректора поглощает часть света, несколько уменьшая светопропускание инструмента.
- Проблема кривизны поля решалась использованием специального держателя, в котором плоская фотопластинка изгибалась до нужной кривизны. Изготовить же ПЗС-матрицу нужной кривизны сложно и дорого.
- Фокус жёстко связан с длиной трубы (расстояния от зеркала до корректора — половина фокуса). Относительное отверстие также ограничено остаточными аберрациями.
- Большое время термостабилизации оптики перед началом наблюдений.

Зеркально-линзовые системы создавались в поисках компромисса. Их применение ограничено. Малые размеры и фокус не позволяют применять их для астрофизических целей, но телескопы получили широкое распространение среди астрометристов.